# Adrian Ivanițchi
Adrian „Puiu” Ivanițchi (n. 15 septembrie 1947) este un compozitor și cântăreț de muzică folk și pop din Sighișoara. Absolvent al Facultății de Filologie din Cluj, secția română-italiană. Membru fondator al formației Coral. A fost membru al mai multor formații rock românești celebre din anii '60, precum Sideral și Sfinx. Colaborator muzical pe teme folk cu Dorin Liviu Zaharia. Fost membru al Cenaclului Flacăra. Membru fondator al cenaclului de muzică și poezie Agora din Sighișoara. Director artistic al centrului interetnic din Sighișoara.
Membru al juriului festivalului folk din Sighișoara.
În 2018, el a fost declarat „Cetățean de onoare al orașului Sighișoara”.